# Leptogenys arcirostris
Leptogenys arcirostris é uma espécie de formiga do gênero Leptogenys, pertencente à subfamília Ponerinae.